# Espacio Mediterráneo
Espacio Mediterráneo es un centro comercial situado a las afueras de Cartagena, en el Hondón, en el Polígono industrial Cabezo Beaza, y uno de los complejos comerciales y de ocio más grandes de la Región de Murcia. Fue inaugurado el 21 de mayo de 2007. Es propiedad del grupo francés Frey, desde 2022.

## Superficie
Tiene una superficie bruta alquilable de 54 000 m², que se distribuye de la siguiente forma: 27 856 dedicados a establecimientos comerciales, 4497 a restaurantes, 6013 al ocio y finalmente 10 000 ocupados por el hipermercado Carrefour.

## Cómo llegar

### En autobús
La siguiente línea urbana presta servicio al complejo:
| Línea | Recorrido                                | Operador       |
| ----- | ---------------------------------------- | -------------- |
| 4     | Espacio Mediterráneo - Canteras / Galifa | ALSA (TUCARSA) |

### En coche
- Desde Cartagena por la A-30 dirección a Murcia, salida 191.
- Desde Murcia por la A-30 dirección a Cartagena, salida 191.
- Desde Alicante por la AP-7 dirección a Cartagena por CT-32.

## Establecimientos

### Moda
Zara - Primark - Mango - Decimas - H&M - Punt Roma - Pull and Bear - Springfield - Calzados Luna - C&A - Massimo Dutti - Stradivarius - Sfera - Bershka - Inside - Oysho - Cortefiel - Sprinter - Mayoral - Benetton Kids - Polinesia - Encuentro Moda - JD Sports - Tezenis - Irene Gavilá - Levi's - Koroshi - Vans

### Regalos y complementos
Flying Tiger Copenhagen - Saxo Zapatos - Women'secret - Calzedonia - Game - Casa del Libro - Timeroad - Claire's - Jose Luis Joyerías - Paco Martínez - Roberto Martín - Di Marco Zapaterías - Roselín Joyeros - Belmon - Inspiral - Deichmann - Burleske - StyleCase - Parfois - Misako - Hawkers - La Casa de las Carcasas - Pandora- Cash Converters

### Belleza y servicios
Multiópticas - Druni - Orange - Kiko - Viajes El Corte Inglés - Marvimundo - Loterías y Apuestas del Estado - Mister Minit - Movistar - Phone House - Vodafone - Yoigo - Alain Afflelou - Jean Louis David -  We Wash - Vietnails

### Hogar y electrodomésticos
Bedland - Tramasmas

### Restauración y ocio
McDonald's - Bombon Boss - Ñam Ñam - La Tagliatella - 100 Montaditos - Smöoy - Muerde la Pasta - Cotton Grill - Haití Coffee & Tea - Neocine - Toscana Café - KFC - Sushi Bar - Pomodoro - Pistachio Kebab - The Good Burger - Ilusiona - La Jijonenca - Padthaiwok - TAKOS Mexican Food

### Alimentación
Carrefour - Belros